# Turismo de aventura

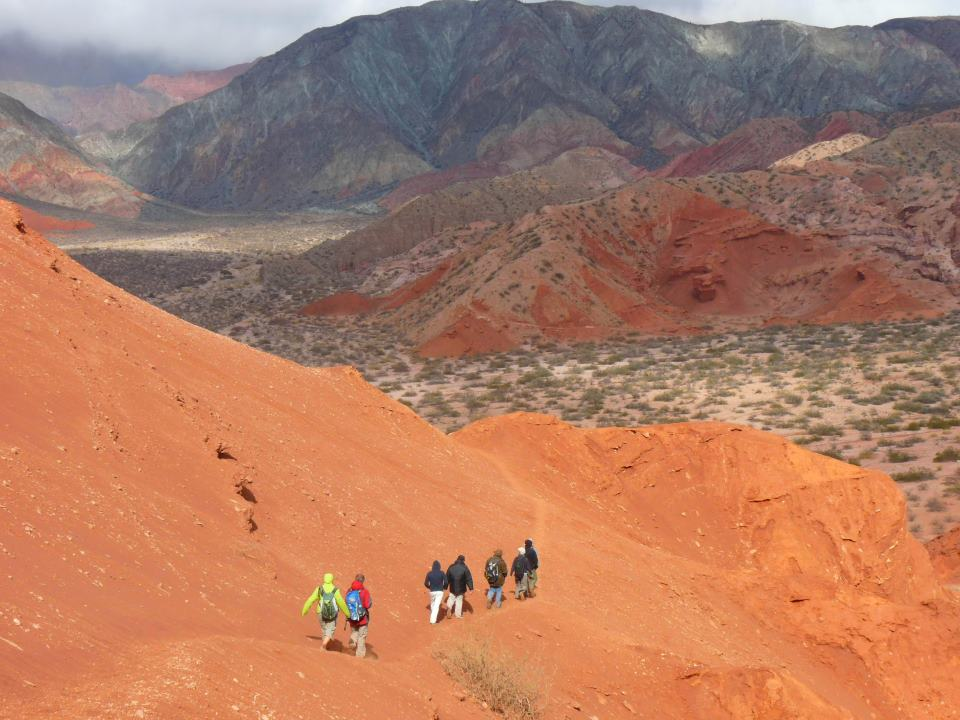
Senderismo es una de las actividades explorativas del turismo de aventura.

El turismo de aventura  es un tipo de turismo que implica exploraciones o viajes con una percepción de riesgos, y que potencialmente requiere de destrezas especiales o de ciertas condiciones físicas donde es común la práctica de algún deporte extremo.

## Definición
De acuerdo a la definición propuesta por la Organización Mundial del Turismo, el turismo de aventura es:

El turismo de aventura es un tipo de turismo que normalmente tiene lugar en destinos con características geográficas y paisajes específicos y tiende a asociarse con una actividad física, el intercambio cultural, la interacción y la cercanía con la naturaleza. Esta experiencia puede implicar algún tipo de riesgo real o percibido y puede requerir un esfuerzo físico y/o mental significativo.

El turismo de aventura incluye por lo general actividades al aire libre como el alpinismo, el montañismo, el «puenting», la escalada, el rafting, el piragüismo, la navegación en kayak, el barranquismo, la bicicleta de montaña, el senderismo o el buceo. Hay también algunas actividades de turismo de aventura que pueden practicarse en espacios cerrados.
 Comité de Turismo y Competitividad (CTC), 2019

## Características
La diferencia del turismo de aventura, los deportes de aventura estaría en que en la segunda actividad hace falta una preparación mínima y un equipo apropiado, como lo es practicar rápel, escalada, carreras de aventura o montañismo.
El turismo-aventura se diferencia del deporte de aventura, principalmente, porque en este último no existe una relación contractual de carácter económico, la cual es desarrollada por personas cuya relación en la práctica de la actividad es exclusivamente recreativa o deportiva (deportistas, grupos de amigos, familias) o académica (escuelas de deportes, clubes deportivos, etc.), generándose una relación instructor-alumno. Las actividades de turismo aventura, si bien se derivan de la práctica del deporte aventura ya sea por deportistas fuera de su lugar de residencia habitual o por personas que desean experimentar la práctica de estos deportes en el medio natural pero debe existir una relación económica (prestador de servicios-cliente), lo que permite definir claramente las responsabilidades contractuales entre un prestador (tour operador, agencia de viajes, guía de turismo) que ofrezca este servicio y un cliente (excursionista o turista) quien está dispuesto a pagar por estos servicios. Las actividades desarrolladas en el medio natural son en muchas ocasiones las mismas (excursionismo o trekking, montañismo, descenso en balsa o rafting, etc), salvo aquellas que son exclusivamente con fines deportivos y de competición (campeonatos, rallies, etc.)
El turismo de aventura puede clasificarse según su dificultad: baja, moderada o alta.
En los viajes de turismo de aventura se encuentra implícito el conocer lugares, su gente y su cultura de manera activa y participativa.
Alguna formas de turismo de aventura:
- Apnea (deporte),
- cicloturismo,
- bungee o puenting,
- rafting
- cabalgata,
- montañismo o andinismo,
- senderismo,
- Ciclismo de montaña
- escalada,
- canopy
- tirolesas,
- overlanding,
- rápel,
- vías ferratas,
- barranquismo,
- parapente

Chile es reconocido como el «mejor destino mundial de turismo de aventura» por los Premios Mundiales del Viaje. Destacan también: Australia, Azores, Canadá, Ecuador, Estados Unidos, Mauricio, Nueva Zelanda, Ras al Jaima y Sri Lanka.